# Алексанян Самвел Ліміндрович
Самвел Ліміндрович Алексанян (вірм. Սամվել Լֆիկ Սամո Ալեքսանյան; нар. 19 серпня 1968, Єреван) — вірменський підприємець та депутат парламенту.
Є власником компанії «Алекс груп», що здійснює імпорт цукру, вершкового масла й олії до Вірменії.

## Життєпис
Народився 19 серпня 1968 року в Єревані.
- 1988—1990 — служив у радянській армії.
- 1990—1993 — майстер на заводі «Анжеліка», а з 1993—1994 — начальник цеху.
- 1994—2003 — займався приватним підприємництвом.
- 1997—2002 — Вірменська сільськогосподарська академія. Нагороджений медаллю «За заслуги в розвитку олімпійського руху в Вірменії» (2002).
- 2003—2007 — депутат парламенту. Член постійної комісії з фінансово-кредитних, бюджетних та економічних питань. Безпартійний.
- 12 травня 2007 — обраний депутатом парламенту. Член Республіканської партії Вірменії.